# Game of Thrones (mùa 1)
Phần đầu của series phim truyền hình Game of Thrones khởi chiếu trên kênh HBO vào 17 tháng 4 năm 2011, và kết thúc vào 19 tháng 6 năm 2011, thời gian chiếu vào 9:00 tối các ngày chủ nhật tại Hoa Kỳ. bao gồm 10 tập, mỗi tập thời gian khoảng 55 phút. Game of Thrones dựa trên tiểu thuyết A Game of Thrones, phần mở đầu cho series tiểu thuyết A Song of Ice and Fire viết bởi nhà văn George R. R. Martin. Câu chuyện đưa ta đến với một thế giới hư cấu, tại đây lục địa chính được gọi là Westeros (và một phần lục địa khác ở phía Đông bí ẩn được gọi là Essos). Bắt đầu bằng việc Người đứng đầu nhà Stark - House Stark, Lãnh chúaEddard "Ned" Stark (Sean Bean) bị kéo vào kế hoạch chống lại vuaRobert Baratheon Khi "Cánh tay phải của Vua" (Cố vấn cao cấp của nhà Vua - Tương tự như Tể tướng) Jon Arryn chết một cái bí ẩn.

## Cốt truyện
Bộ phim bắt đầu khi ba thành viên của hội tuần đêm- the Night's Watch đã vô tình phát hiện ra bóng trắng- một xác sống giết người đáng sợ khi đang thực hiện chuyến đi tuần của mình. Không rõ lý do nhưng bóng trắng đã tha mạng cho một trong những người hội tuần đêm. Anh ta cố gắng trốn khỏi hội Tuần đêm về để cảnh báo cho gia đình mình. Ned Stark - hội trưởng hộ tuần đêm, đã chặt đầu anh vì phản bội lời thề. Tuy không tin vào lời của tên kỵ sĩ hội tuần đêm, bởi Stark tin rằng bóng trắng đã biến mất sau 1000 năm nhưng ông vẫn cảnh báo các con lẫn em trai mình. Câu nói "Mùa đông đang đến" trở thành câu nói nổi tiếng và ấn tượng nhất trong phim của dòng họ nhà Stark. Vua Robbert đã tuần hành lên phía bắc với hy vọng có thể mời được Ned Stark trở thành cố vấn cao cấp (được gọi là "cánh tay của nhà vua"- Hand of the King) sau cái chết của người cố vấn tiền nhiệm Jon Arryn. Robbert nghi ngờ cái chết của Jon Arryn không phải bị bệnh mà chết nên ông cố gắng bằng mọi cách thuyết phục Ned Stark trở về vương quốc của mình. Ned đã từ chối lời mời đó cho đến khi con trai ông - Brandon Stark đã bị ngã khi leo trèo và chị của Catelyn - Lysa đã gửi thư với nội dung cho rằng cái chết của Jon thực sự có liên quan đến gia tộc Lannister. Ned đã đồng ý trở về phương Nam với hai con gái - Sansa Stark - người đã được hứa hôn với Joffrey và Arya Stark - em gái của Sansa, khoảng 10 tuổi, cùng với khoảng 50 kỵ sĩ. Trong khi truy tìm về cái chết của Jon Arryn, Ned phát hiện những sự thật kinh khủng xung quanh nhà Lannister, những đứa con hoang của vua Robbert mà Jon đang âm thầm bảo vệ và sự thật về hoàng tử Joffrey. Trong khi đó Sansa nảy sinh tình cảm với Joffrey và bị cậu ta lợi dụng. Ned cảm thấy nguy hiểm nên đã cố đưa các con gái của ông về nhà nhưng bị sự phản đối kịch liệt từ Sansa.
Ở phía bắc, phu nhân Catelyn vô tình bắt được Tyrion Lannister- Quỷ Lùn. Bà định đưa Tyrion lên gặp chị mình là Lysa với hy vọng là Lysa sẽ đưa ra phán quyết công bằng nhất cho Tyrion và cho con trai bà Bran. Bà hoàn toàn thất vọng khi gặp chị mình, cô đã thay đổi hoàn toàn tính cách. Trở nên mù quáng, gen tuông. Bằng sự thông minh của mình, Tyrion đã yêu cầu một trận thi đấu hiệp sĩ. Ông đã may mắn thoát được nhờ sự giúp đỡ của một tên lính đánh thuê Bronn mà sau này trở thành bạn với Tyrion. Trên đường trở về họ đã gặp tộc người thượng, và để thoát thân, Tyrion đã hứa cho bọn họ vũ khí với điều kiện bọn họ sẽ theo ông và giữ an toàn cho ông cho đến khi ông đến gặp cha mình.
Trước khi Tyrion thoát khỏi tay Lysa, ông đã bị nhốt vài ngày. Anh trai cậu- Jaime Lannister đã phục kích Ned tại nhà của Baelish. Một cuộc chiến đổ máu đã nổ ra, Ned đã bị thương ở chân phải nhưng Jaime đã tha mạng cho ông cùng với một lời cảnh báo tới phu nhân ông. Ned phớt lờ điều đó, ông không gửi thư cho Catelyn mà cố gắng đưa hai con gái về phương bắc. Sansa vẫn tiếp tục phản đối kịch liệt điều đó. Ông cũng phát hiện ra sự thật về thân phận của Joffrey vào đêm hôm đó khi hai người con gái ra khỏi phòng. Ned quyết định dùng nước đi cuối cùng, nhưng ông đã động lòng nên đã đi cảnh báo hoàng hậu và yêu cầu bà chạy trốn khỏi đất nước này cùng với hai người con trai của mình trước khi ông kể với Robbert sau khi hoàng thượng trở về sau cuộc đi săn.
Robbert đã trở về sau cuộc đi săn nhưng với một với thương lớn ở bụng. Ông đã cho gọi Ned để bàn chuyện kế vị. Ned đã không kể cho Robbert về thân phận của Joffrey nhưng ông đã không ghi tên người kế vị lên chiếu chỉ truyền ngôi. Sau đó Ned đã nhờ Baelish mua chuộc đội Vệ vương với hy vọng có thể bảo vệ hai người con gái cũng như lật đổ Hoàng Hậu Cersei. Tuy Baelish đã cảnh báo ông đội Vệ vương sẽ theo phe nào nhiều tiền hơn, nhưng ông vẫn tin Baelish có thể xoay xở được. Khi Ned cùng đội Vệ vương tấn công vào hoàng cung, Baelish đã phản bội ông khiến cho toàn bộ hầu cận của ông bị giết và ông bị bắt. Con gái Arya đã may mắn thoát được trong khi đó người chị của cô đã được hoàng hậu giữ lại trong cung để uy hiếp nhà Stark.
Robb hay tin cha và Sansa bị bắt, Arya mất tích đã đích thân lệnh chư hầu khắp phương bắc kéo quân xuống phía nam. Phu nhân Catelyn cũng nhờ sự giúp đỡ của chị mình Lysa nhưng bị cô từ chối.
Tyrion lúc này đã cùng tộc thượng đến gặp cha Tywin Lannister. Tywin đồng ý cung cấp vũ khí cho tộc thượng với điều kiện họ sẽ giúp ông chiến đấu chống lại phương bắc. Tuy vậy, cuộc chiến hoàn toàn nghiên về phương bắc với 3 trận thắng lớn liên tiếp. Nhà Lannister bị thiệt hại nặng nề, con trai trưởng Jaime đã bị bắt. Để kết thúc chiến tranh, nhà Lannister đãng dùng con gái Sansa để yêu cầu Ned tuyên bố chính thức công nhận Joffrey làm vua và yêu cầu Robb rút quân. Đổi lại, Sansa sẽ được sống và ông sẽ về phía bức tường, phương bắc sẽ tiếp tục do nhà Stark cai quản. Kế hoạch hoàn toàn thất bại khi Joffrey chém đầu ông. Robb quyết định tiến thẳng xuống phía nam và tuyên bố là vua của phương bắc. Nhưng vì không giết bất cứ tù nhân nào của nhà Lannister đã khiến cho đội quân của cậu bị chậm lại. Robb thương lượng với Walder Frey- lãnh chúa đang nắm giữ cây cầu treo nối phương bắc với phương nam. Walder Frey đồng ý với điều kiện các con trai ông lần lượt được phong hiệp sĩ khi đến tuổi và một trong những người con gái của ông sẽ lấy Robb.
Trong lúc đó, ở phía bên kia của biển Narrow tại lục địa Essos, Viserys Targaryen (Harry Lloyd), con trai của vị Vua trước kia đã bị truất ngôi, tin rằng hắn vẫn là người thừa hưởng ngai vàng hợp pháp. Hắn bắt em gái Daenerys Targaryen (Emilia Clarke) kết hôn với Khan hãn của các chiến binh Dothraki, Khal Drogo (Jason Momoa), để đổi lại lấy quân đội trở về Westeros và lấy lại ngai vàng. Tuy nhiên, Daenerys nảy nở tình yêu với Drogo và cô dần có được quyền lực của mình tại tộc, có được sự yêu mến của các thành viên khác và thực sự trở thành Khalessi. Viserys lo sợ điều đó, hắn tìm cách giết Daenerys nhưng bất thành. Cuối cùng bị chính Drogo giết khi hắn yêu cầu đổi mạng sống của đứa con trai trong bụng Daenerys. Khalessi cố gắng giải cứu những nô lệ bị quân đoàn Dothraki nhưng điều đó khiến cho nội bộ tộc Dothraki mâu thuẫn, Khal Drogo đã bị thương trong một lần cố gắng bảo vệ ý kiến của cô. Một trong số nô lệ được giải cứu đã đề nghị được chữa cho Drogo. Hoàn toàn không biết mình bị lừa, Khalessi thuyết phục Drogo cho ả ta chữa trị. Nhưng bệnh Khal Drogo không hề thuyên giảm, ông đã mất mạng không lâu sau đó do bị nhiễm trùng. Tộc Dothraki phản đối nữ quyền nên Daenerys đã cố gắng hồi sinh cho Drogo. Mụ phù thủy đồng ý giúp nhưng với cái giá phải trả rất đắt. Daenerys đã bị mất đi đứa con trai của mình, toàn bộ quyền lực ở tộc và Drogo đã sống lại nhưng phải sống ở dạng thực vật. Khi biết mình bị lừa, cô đã quyết định hỏa thiêu Drogo cũng với mụ thủy. Bộ phim kết thúc với cảnh Daenerys bước vào ngọn lửa với ba quả trứng rồng bị hóa đá được tặng trong dịp lễ cưới của cô với Khal Drogo. Ngọn lửa dập tắt, nhưng điều kì diệu là cô không hề bị thương và ba quả trứng rồng đã nở.
Ở phía bắc nơi có bức tường vĩ đại - the Wall, Jon Snow-người được gọi là đứa con hoang của Ned Strark đã tham gia hội "tuần đêm" - the Night's Watch ngay sau khi cha cậu đi xuống phía nam dù với vô số sự phản đối và lời khuyên của gia tộc. Việc tham gia hội tuần đêm và gặp Tyrion đã khiến Snow thay đổi rất nhiều. Snow được đội trưởng rất tín nhiệm không chỉ bởi tài năng, và một lần giải cứu ông khỏi sự tấn công bởi xác sống.

## Diễn xuất

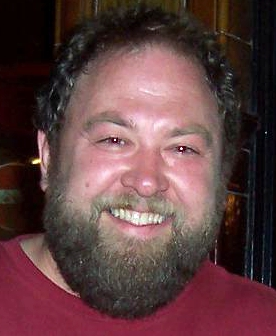
Mark Addy
(Robert Baratheon)

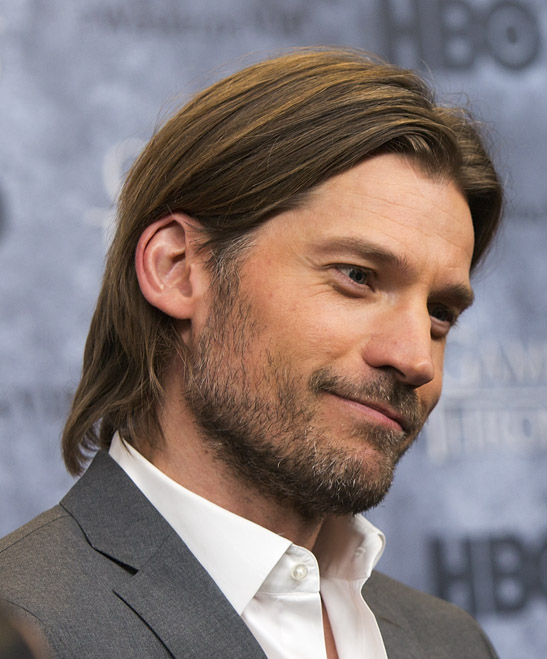
Nikolaj Coster-Waldau
(Jaime Lannister)

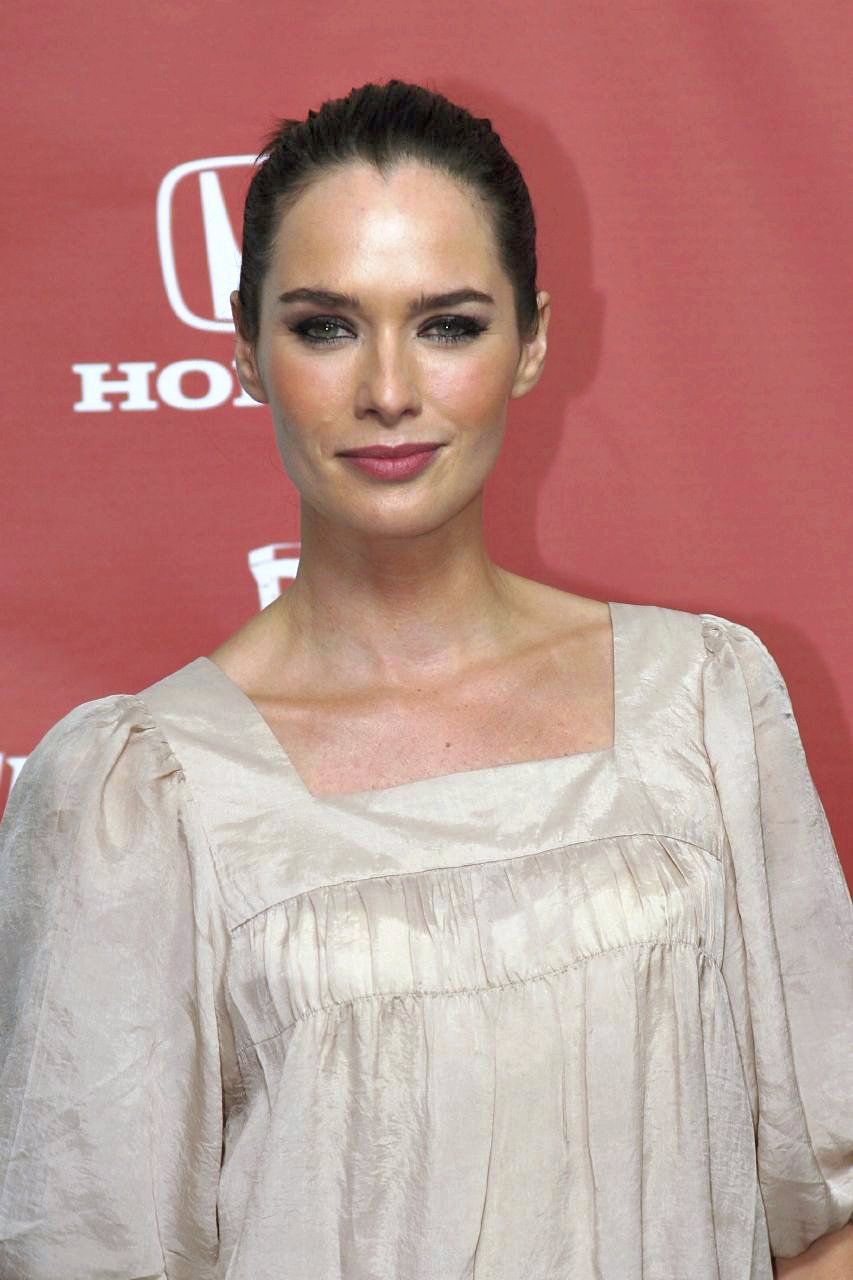
Lena Headey
(Cersei Lannister)

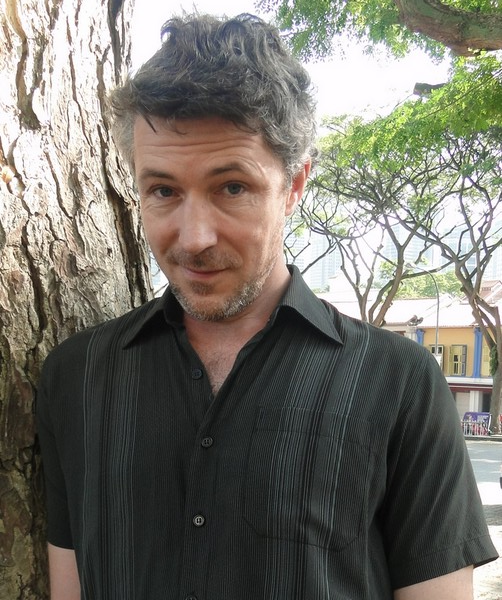
Aidan Gillen
(Petyr Baelish)

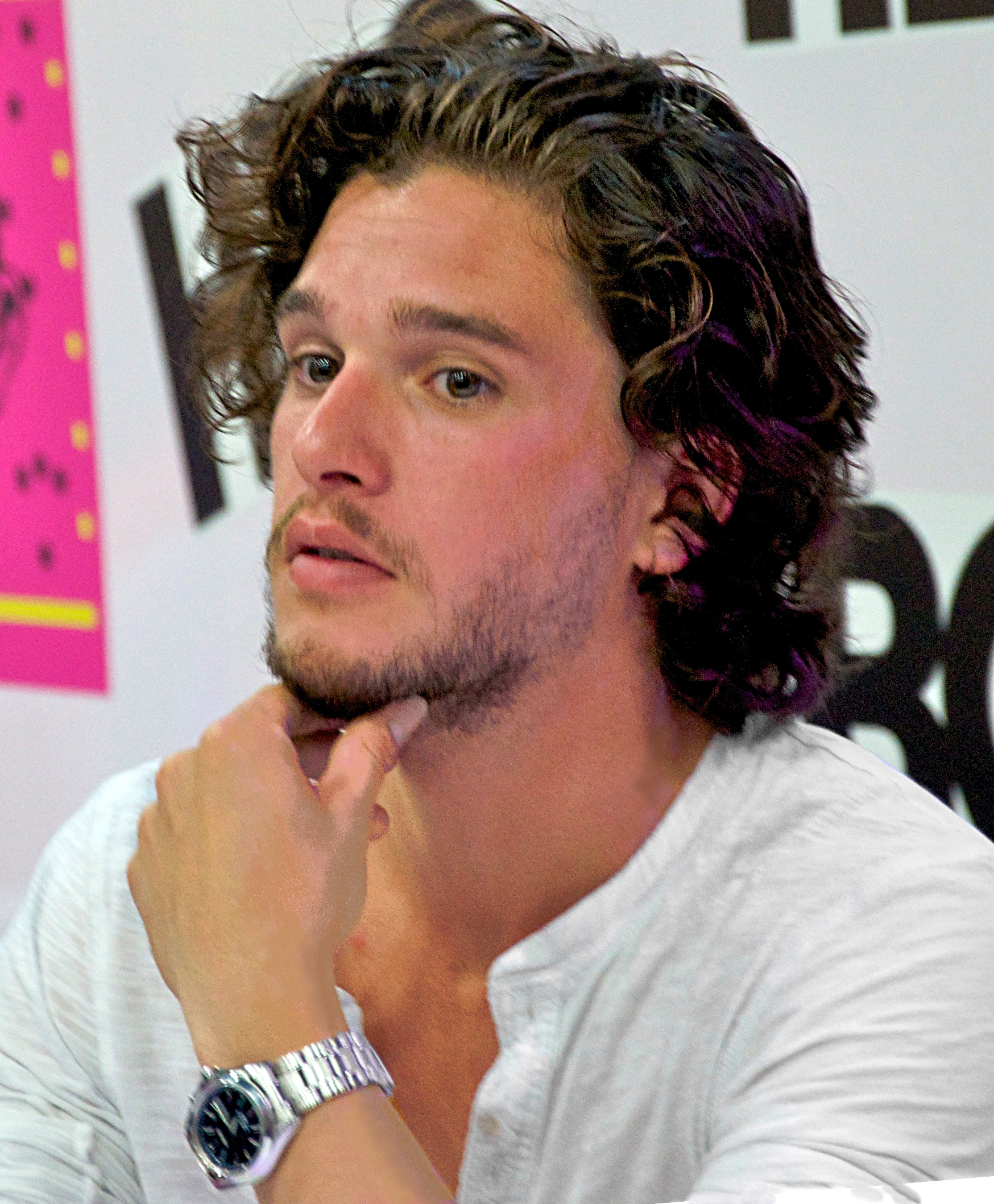
Kit Harington
(Jon Snow)

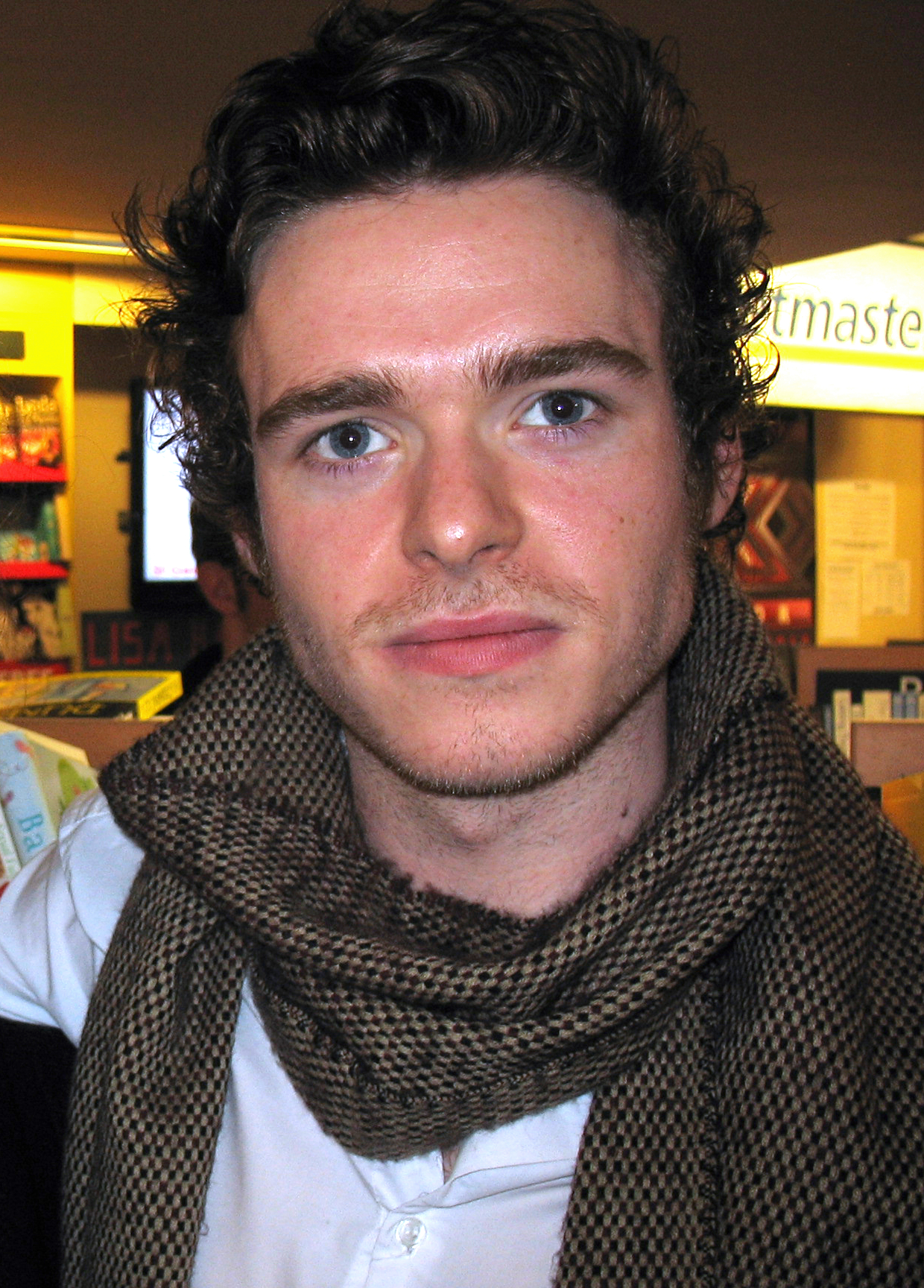
Richard Madden
(Robb Stark)

### Diễn viên chính
Đóng vai
- Sean Bean vai Lãnh chúa Eddard "Ned" Stark (9 tập)rr
- Nikolaj Coster-Waldau vai hiệp sĩ Jaime Lannister (8 tập)
- Michelle Fairley vai công nương Catelyn Stark (9 tập)
- Lena Headey vai Hoàng hậu Cersei Lannister (10 tập)
- Emilia Clarke vai Công chúa Daenerys Targaryen (9 tập)
- Iain Glen vai hiệp sĩ Jorah Mormont (9 tập)
- Aidan Gillen vai Lãnh chúa Petyr "Littlefinger" Baelish (8 tập)
- Harry Lloyd vai Hoàng tử Viserys Targaryen (5 tập)
- Kit Harington vai Jon Snow (8 tập)
- Sophie Turner vai Sansa Stark (9 tập)
- Maisie Williams vai Arya Stark (9 tập)
- Richard Madden vai Robb Stark (8 tập)
- Alfie Allen vai Theon Greyjoy (9 tập)
- Isaac Hempstead-Wright vai Brandon "Bran" Stark (8 tập)
- Jack Gleeson vai Hoàng tử Joffrey Baratheon (10 tập)
- Rory McCann vai Sandor "The Hound" Clegane (8 tập)
- Peter Dinklage vai Tyrion Lannister (9 tập)

- Jason Momoa vai Khal Drogo (9 tập)

### Diễn viên khách mời
The guest cast is listed in order of rank or social importance by the region of Westeros in which they appear.
Bức tường lớn
- James Cosmo vai chỉ huy trưởng Jeor Mormont (5 tập)
- Peter Vaughan as Maester Aemon (3 tập)
- Brian Fortune vai Bowen Marsh (2 tập)
- Joseph Mawle vai Benjen Stark (3 tập)
- Francis Magee vai Yoren (5 tập)
- Owen Teale vai hiệp sĩ Alliser Thorne (4 tập)
- John Bradley vai Samwell Tarly (5 tập)
- Josef Altin vai Pypar (6 tập)
- Mark Stanley vai Grenn (6 tập)
- Luke McEwan vai Rast (6 tập)

Tại phía Bắc
- Art Parkinson vai Rickon Stark (3 tập)
- Clive Mantle vai Lãnh chúa Jon "Greatjon" Umber (3 tập)
- Steven Blount vai Lãnh chúa Rickard Karstark (1 tập)
- Donald Sumpter vai Maester Luwin (7 tập)
- Ron Donachie vai hiệp sĩ Rodrik Cassel (9 tập)
- Jamie Sives vai Jory Cassel (5 tập)
- Susan Brown vai Septa Mordane (6 tập)
- Margaret John vai Old Nan (2 tập)
- Kristian Nairn vai Hodor (5 tập)
- Natalia Tena vai Osha (4 tập)

Tại phía Nam
- Charles Dance vai Lãnh chúa Tywin Lannister (4 tập)
- Lino Facioli vai Lãnh chúa Robin Arryn (3 tập)
- David Bradley vai Lãnh chúa Walder Frey (1 tập)
- Kate Dickie vai công nương Lysa Arryn (3 tập)
- Finn Jones vai hiệp sĩ Loras Tyrell (2 tập)
- Ian Gelder vai hiệp sĩ Kevan Lannister (3 tập)
- Conan Stevens vai hiệp sĩ Gregor Clegane (2 tập)
- Brendan McCormack vai hiệp sĩ Vardis Egen (2 tập)
- Jerome Flynn vai Bronn (6 tập)
- Sibel Kekilli vai Shae (2 tập)
- Emun Elliott vai Marillion (4 tập)
- Mark Lewis Jones vai Shagga (2 tập)

Tại Kinh thành
- Callum Wharry vai Hoàng tử Tommen Baratheon (4 tập)
- Aimee Richardson vai Hoàng tử Myrcella Baratheon (4 tập)
- Gethin Anthony vai Lãnh chúa Renly Baratheon (5 tập)
- Julian Glover vai Grand Maester Pycelle (8 tập)
- Conleth Hill vai Lãnh chúa Varys (7 tập)
- Ian McElhinney vai hiệp sĩ Barristan Selmy (6 tập)
- Ian Beattie vai hiệp sĩ Meryn Trant (2 tập)
- Wilko Johnson vai Ser Ilyn Payne (3 tập)
- Dominic Carter vai Janos Slynt (3 tập)
- Eugene Simon vai Lancel Lannister (4 tập)
- Miltos Yerolemou vai Syrio Forel (3 tập)
- Joe Dempsie vai Gendry (2 tập)
- Esmé Bianco vai Ros (5 tập)
- Eros Vlahos vai Lommy Greenhands (1 tập)
- Ben Hawkey vai Hot Pie (1 tập)

Bên kia biển Narrow
- Roger Allam vai Magister Illyrio Mopatis (2 tập)
- Dar Salim vai Qotho (6 tập)
- Elyes Gabel vai Rakharo (7 tập)
- Amrita Acharia vai Irri (9 tập)
- Roxanne McKee vai Doreah (6 tập)
- Sarita Piotrowski vai Jhiqui (1 tập)
- Mia Soteriou vai Mirri Maz Duur (3 tập)

## Episodes
| No. in series | No. in season | Title                                   | Directed by    | Written by                                                                                       | Original air date   | U.S. viewers (million) |
| ------------- | ------------- | --------------------------------------- | -------------- | ------------------------------------------------------------------------------------------------ | ------------------- | ---------------------- |
| 1             | 1             | "Mùa đông đang đến - Winter Is Coming"  | Tim Van Patten | David Benioff & D. B. Weiss                                                                      | 17 tháng 4 năm 2011 | 2.22                   |
| 2             | 2             | "Con đường đế vương - The Kingsroad"    | Tim Van Patten | David Benioff & D. B. Weiss                                                                      | 24 tháng 4 năm 2011 | 2.20                   |
| 3             | 3             | "Lãnh chúa phương Bắc - Lord Snow"      | Brian Kirk     | David Benioff & D. B. Weiss                                                                      | 1 tháng 5 năm 2011  | 2.44                   |
| 4             | 4             | "Cripples, Bastards, and Broken Things" | Brian Kirk     | Bryan Cogman                                                                                     | 8 tháng 5 năm 2011  | 2.45                   |
| 5             | 5             | "The Wolf and the Lion"                 | Brian Kirk     | David Benioff & D. B. Weiss                                                                      | 15 tháng 5 năm 2011 | 2.58                   |
| 6             | 6             | "A Golden Crown"                        | Daniel Minahan | Story by: David Benioff & D. B. Weiss Teleplay by: Jane Espenson and David Benioff & D. B. Weiss | 22 tháng 5 năm 2011 | 2.44                   |
| 7             | 7             | "You Win or You Die"                    | Daniel Minahan | David Benioff & D. B. Weiss                                                                      | 29 tháng 5 năm 2011 | 2.40                   |
| 8             | 8             | "The Pointy End"                        | Daniel Minahan | George R. R. Martin                                                                              | 5 tháng 6 năm 2011  | 2.72                   |
| 9             | 9             | "Baelor"                                | Alan Taylor    | David Benioff & D. B. Weiss                                                                      | 12 tháng 6 năm 2011 | 2.66                   |
| 10            | 10            | "Fire and Blood"                        | Alan Taylor    | David Benioff & D. B. Weiss                                                                      | 19 tháng 6 năm 2011 | 3.04                   |

## Truyền hình
Cuộc chiến ngai vàng phần 1 được chiếu trên kênh HBO tại Hoa Kỳ và Canada vào 17 tháng 4 năm 2011, và trên kênh Sky Atlantic tại Vương quốc Anh và Ireland vào ngày 18 tháng 4 năm 2011. Tại Australia trên kênh Showcase vào 7 tháng 7 năm 2011. Tại Brazil vào 8, 2011, trên kênh HBO.

## Phát hành DVD và Blu-ray
10 tập của phần 1 sẻries phim cuộc chiến ngai vàng phát hành DVD và Blu-ray Disc vào 6 tháng 3 năm 2012. bao gồm cả những phần phía sau hậu trường quá trình hoàn thiện, nhưng không có những cảnh bị cắt bỏ vì tất cả những thước phim đều được chiếu.
The specifications for the Blu-ray box set to be released in Europe are:
- Run time: ca. 600 phút
- 1080p high-definition video, 16:9 (1.78:1) aspect ratio
- 5.1 surround sound in English, French, Spanish, stereophonic sound in Polish.
- Subtitles in English, French, Spanish, Brazilian Portuguese, Polish, Dutch, Danish, Finnish, Norwegian, and Swedish.

The box set's extra features are the following:
- "Making Game of Thrones": A 30-minute feature including new footage from the set and interviews.
- "Creating the Show Open": Portrays the creation of the opening title sequence.
- "From the Book to the Screen": Interviews with Benioff, Weiss, and Martin about the adaptation process.
- "Character Profiles": Fifteen principal characters described by their actors.
- "The Night’s Watch": An examination of the warrior order that Jon Snow joins.
- "Creating the Dothraki Language": Covers the creation of the Dothraki language.
- Seven audio commentaries by, among others, Benioff, Weiss, Martin, Clarke, Dinklage and Harington.

The features exclusive to the Blu-ray release are:
- "Complete Guide to Westeros", an interactive compendium of the noble houses and lands featured in Season One, and 24 histories of the Seven Kingdoms as told by the series's characters.
- "Anatomy of an Episode": A detailed feature about the production of episode six, A Golden Crown.
- "In-Episode Guide": Provides background information about characters, locations, and histories while each episode plays.
- "Hidden Dragon Eggs", easter eggs.

HBO released a Collector's Edition DVD/Blu-ray combo pack of the first season, which includes a resin-carved Dragon Egg Paperweight. The set was released in the United States and Canada on ngày 20 tháng 11 năm 2012.

## Music
The first season's soundtrack by Ramin Djawadi, written within about ten weeks of the show's premiere, was released in June 2011.